# Droga wojewódzka 541
Die Droga wojewódzka 541 (DW 541) ist eine 124 Kilometer lange Droga wojewódzka (Woiwodschaftsstraße) in der polnischen Woiwodschaft Ermland-Masuren, der Woiwodschaft Masowien und der Woiwodschaft Kujawien-Pommern, die Lubawa mit Dobrzyń nad Wisłą verbindet. Die Strecke liegt im Powiat Iławski, im Powiat Nowomiejski, im Powiat Działdowski, im Powiat Żuromiński, im Powiat Sierpecki und im Powiat Lipnowski.

## Streckenverlauf
Woiwodschaft Ermland-Masuren, Powiat Iławski
-  Lubawa (Löbau in Westpreußen) (DK 15, DW 537)
- Górne Tuszewo
- Tuszewo (Tuschau)
- Dolne Tuszewo

Woiwodschaft Ermland-Masuren, Powiat Nowomiejski
- Montowo (Gut Montowo)
-  Katlewo (Kattlau) (DW 538)
- Ostaszewo (Stechau)

Woiwodschaft Ermland-Masuren, Powiat Działdowski
- Kiełpiny
-  Lidzbark (Lautenburg) (DW 544)
- Nowy Zieluń

Woiwodschaft Masowien, Powiat Żuromiński
- Zieluń
- Lubowidz
- Brudnice
-  Żuromin (DW 563)
- Franciszkowo
- Chamsk
- Karniszyn
-  Bieżuń (DW 561)

Woiwodschaft Masowien, Powiat Sierpecki
- Lipniki
- Rościszewo
-  Sierpc (DK 10, DW 560)
- Piaski
- Zglenice Duże
- Żółtowo
- Mochowo

Woiwodschaft Kujawien-Pommern, Powiat Lipnowski
- Tłuchówek
-  Tłuchowo (DW 539)
-  Kamień Kotowy (DW 559)
- Turza Wilcza
- Chalin
-  Dobrzyń nad Wisłą (Dobrin) (DW 562)